# Estádio Municipal dos Eucaliptos
Estádio Municipal dos Eucaliptos – stadion sportowy w Kuito, w Angoli. Obiekt może pomieścić 3 000 widzów. Swoje spotkania rozgrywa na nim drużyna Cuando Cubango.